# Раддуза
Раддуза (итал. Raddusa) — коммуна в Италии, располагается в регионе Сицилия, подчиняется административному центру Катания.
Население составляет 3531 человек, плотность населения составляет 154 чел./км². Занимает площадь 23 км². Почтовый индекс — 95040. Телефонный код — 095.
Покровителем коммуны почитается святой Иосиф Обручник, празднование 19 сентября.